# Свято Тіла і Крові Христових
Свя́то Ті́ла і Кро́ві Христо́вих у католицькій церкві чи, ще як його називають в Українській греко-католицькій церкві, Свя́то Пресвято́ї Євхари́стії — свято, присвячене вшануванню Тіла і Крові Христа, в які переосутнюється хліб і вино під час Євхаристії. Відзначається як торжество в четвер, на одинадцятий день після П'ятдесятниці чи на 60 день після Великодня. Іноді це свято називають також Корпус Крісті (лат. Corpus Christi, Тіло Христове) від латинського імені свята.
Свято виникло в XIII столітті й спочатку було місцевим. Його виникнення зазвичай пов'язують з особою блаженної Юліанни з Льєжа. 1251 року Святий Престол підтвердив це свято для Льєзької єпархії, а вже 1264 року папа Урбан IV зробив його обов'язковим для всієї церкви.
Відмінною ознакою цього свята є урочиста процесія зі Святими Дарами навколо храму або по вулицях міста. Очолюють її священники, що несуть дароносицю, за ними йдуть парафіяни. Перші згадки про процесії відносяться до XIII століття, очевидно, вони виникли майже одночасно із самим святом. У країнах з переважно протестантським населенням участь в процесії в день Тіла і Крові розглядалася як акт публічного сповідання католицької віри, оскільки протестанти не визнають Переісточення. У деяких країнах існує традиція перенесення процесії з четверга на неділю, аби у ній могла взяти участь більша кількість людей.
В Українській греко-католицькій церкві Свято Пресвятої Євхаристії було введене постановами Замойського синоду у 1720 році і відтоді відзначається щорічно.
Дні святкування торжества Тіла і Крові Христа:
- 2024 — 30 травня
- 2025 — 19 червня
- 2026 — 4 червня
- 2027 — 27 травня
- 2028 — 15 червня
- 2029 — 31 травня
- 2030 — 20 червня
- 2031 — 12 червня
- 2032 — 27 травня
- 2033 — 16 червня
- 2034 — 8 червня
- 2035 — 24 травня

Країни, в яких Свято Тіла і Крові Христових — неробочий день.
- Німеччина, частково.
- Швейцарія, частково.
- Іспанія, частково.
- Австрія
- Бразилія
- Колумбія
- Португалія
- Польща
- Хорватія

## Історія свята
Свято виникло в XIII столітті. Згідно з церковним переказом, 1263 року в Больсені, невеликому містечку на північ від Рима відбулося чудо. Молодий священник із Богемії сумнівався в реальності таїнства Євхаристії - перетворення хліба і вина в тіло і кров Ісуса Христа. Після візиту до Риму він просив дозволу відслужити месу на вівтарі в крипті Санта-Крістіна-ін-Больсена. У момент підняття гостії, після того, як він благав Господа розвіяти його сумніви, він побачив, як на антимінсі у п'яти місцях виступила кров відповідно до п'яти ранам Христа на хресті (схоже диво сталося раніше в церкві Сант-Амброджо у Флоренції). Почувши про диво, папа Урбан IV, який перебував з 1262 року в Орвієто, недалеко від Больсени, послав єпископа забрати священне полотно. Реліквію було доставлено. Папа визнав цю чудесну подію і 11 серпня 1264 року поширив торжество на всю Церкву, заснувавши свято "Свято Тіла і Крові Христових" (Corpus Domini, 1264) при апостольському престолі. До цього ж періоду належить і заснування братства "Corpus Christi".
Спочатку свято було місцевим; його поширення пов'язують з особистістю святої Юліани з Льєжа. У 1251 році Святий Престол підтвердив це свято для Льєжської єпархії, а вже 1264 року папа Урбан IV зробив його обов'язковим для всієї Церкви. Днем свята було обрано саме четвер, коли Христом було встановлено таїнство Євхаристії. Суттю свята є вшанування Євхаристії - Тіла і Крові Ісуса Христа, під видами хліба і вина, які є "джерелом і звершенням цілісності християнського життя" (II Ватиканський Собор, Конституція про Церкву, § 11) і в ньому присутнє все духовне благо Церкви, тобто сам Христос. В Українській Греко-Католицькій Церкві святкування було запроваджено постановами Замойського собору 1720 року і відтоді відзначається щорічно.

## Святкування

### Західне християнство

#### Римо-католицька церква

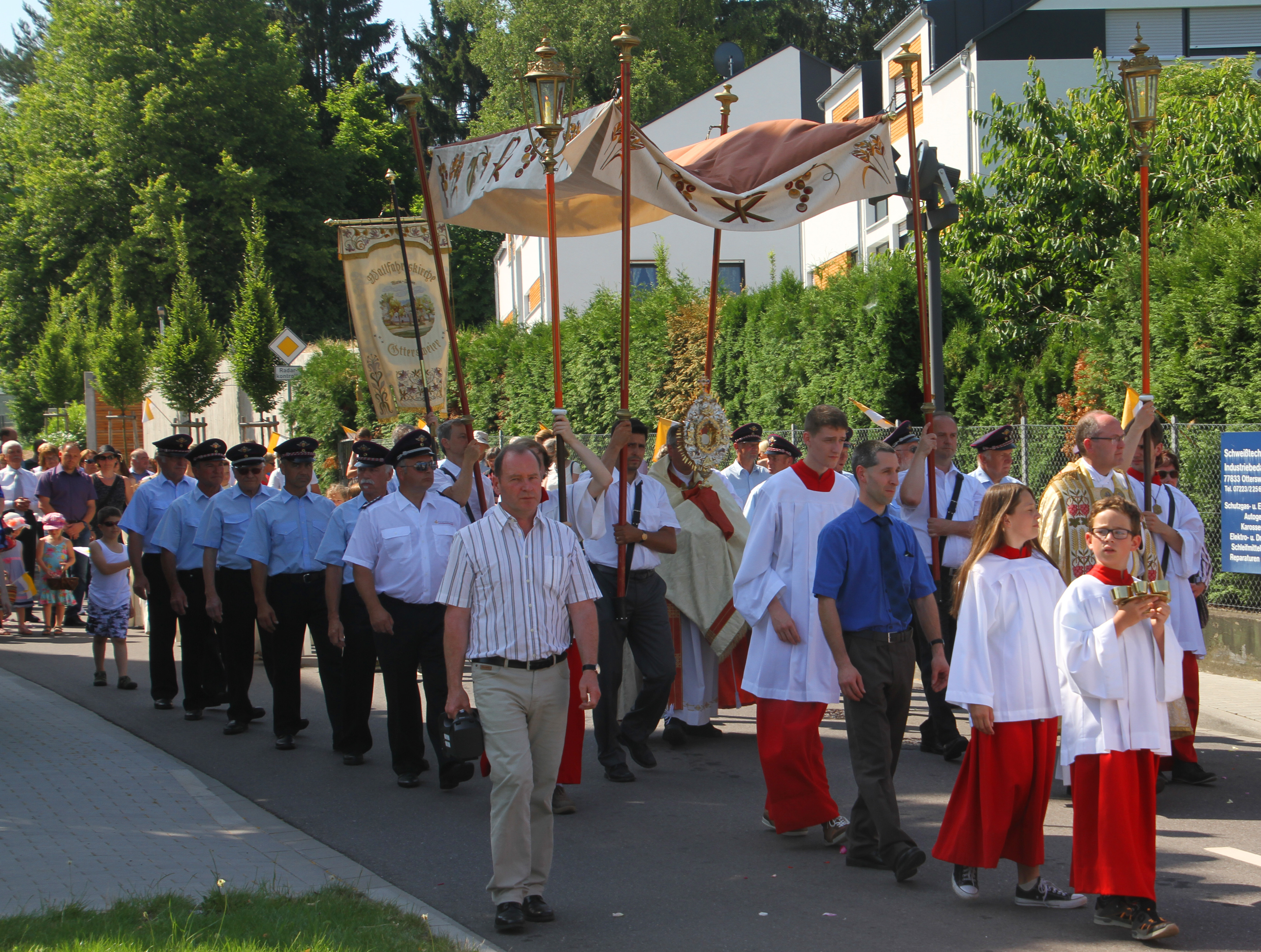
Процесія в Оттерсвайєр, Німеччина

Свято Тіла і Крові Христових є одним із п’яти випадків у році, коли єпархіальний єпископ не повинен покидати свою єпархію, за винятком серйозних і невідкладних причин.
У багатьох країнах цей день є обов’язковим святом, коли потрібно брати участь у святкуванні Меси і припадає на четвер після Трійці. У цей день або в наступну неділю, коли це не є обов’язковим святом, традиційно проводяться вуличні процесії в містах або окремих парафіях з молитвами та співом на честь Пресвятої Євхаристії. Під час процесії освячена гостія виставляється в монстранції, яку несе священнослужитель. Наприкінці процесії відбувається Благословення Пресвятими Дарами.

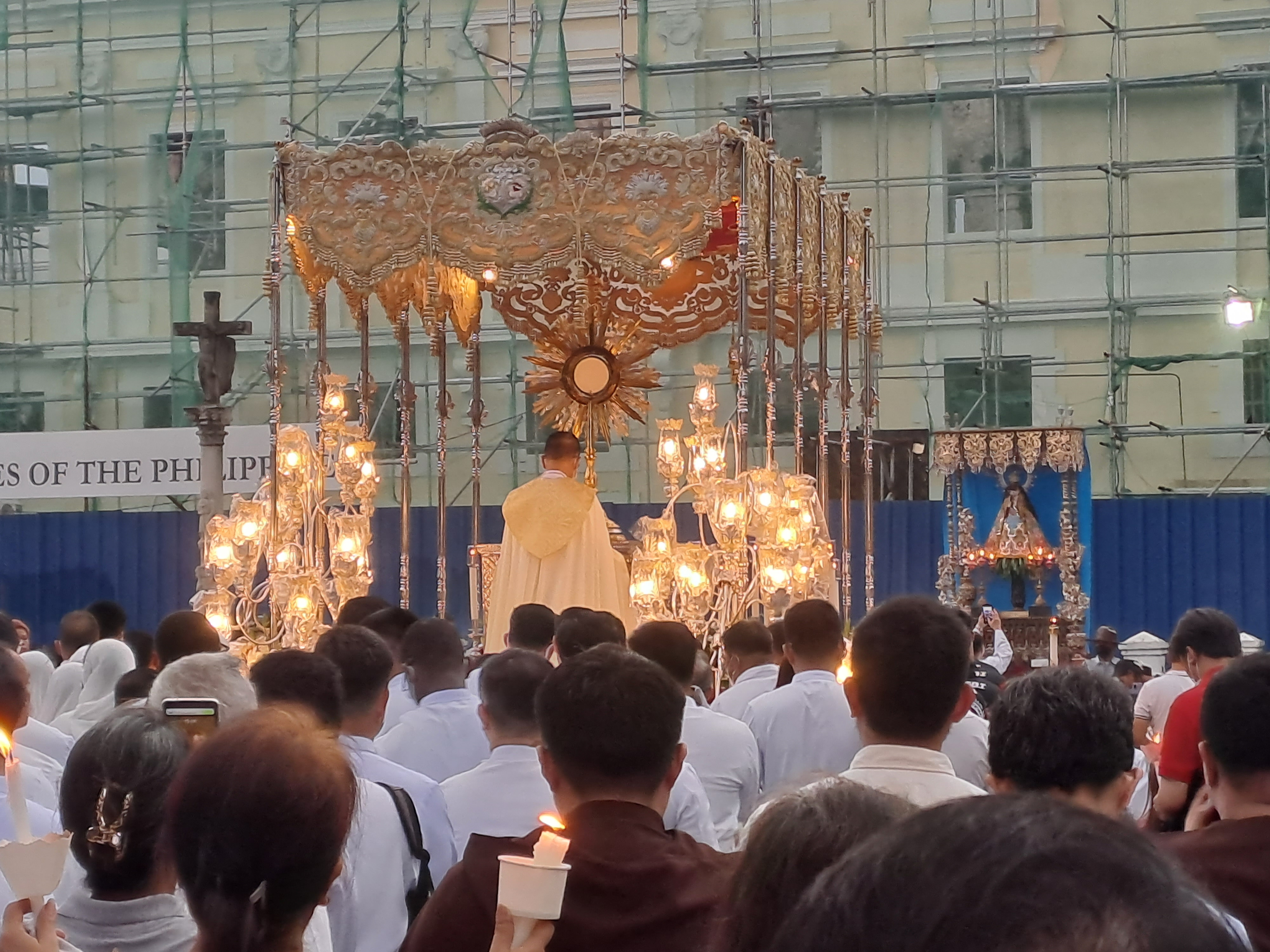
Процесія в Манілі, Філіппіни, де монстранція розміщується на візку (carroza), а не тримається священнослужителем. Архієпископ Маніли, кардинал Хосе Адвінкула, стоїть на колінах перед Пресвятими Дарами протягом усієї процесії.

Помітною процесією на Філіппінах є процесія Архідієцезії Маніли. Архієпископ відправляє месу в середині дня в Санктуарії Пресвятих Дарів у Санта-Крус, після чого очолює процесію до Манільського собору.

#### Лютеранство
Мартін Лютер виступав проти процесій з освяченими дарами, які він вважав «лише грою» та «марною ідолопоклонством». В одній зі своїх постил (проповідей) він писав:
Я не налаштований вороже до жодного свята так, як до цього. Бо це найганебніше свято. Ніде Бог і Його Христос не зазнають більшого блюзнірства, ніж у цей день, особливо через процесію. Тоді люди так ганебно поводяться з Пресвятими Дарами, що це стає лише грою і марним ідолопоклонством. Зі своєю косметикою та фальшивою святістю це суперечить порядку і встановленню Христа. Бо Він ніколи не наказував нам так чинити. Тому остерігайтеся такого поклоніння!
Багато особистих думок Мартіна Лютера не були прийняті лютеранськими церквами, однак, оскільки лютеранство зберегло багато дореформаційних літургійних і духовних практик, лютеранська реформація загалом вважається найбільш консервативною серед протестантських традицій. Свято Тіла і Крові Христових зберігалося в календарях лютеранської церкви приблизно до 1600 року. Лютерани відзначали помітні святкування свята Тіла Христового у Дессау (1532), Бранденбург (1540) та Бранденбург-Айсбах-Кульмбах (1548). Свято Тіла Христового продовжує святкуватися в деяких лютеранських церквах, особливо тих, що належать до євангелічно-католицького спрямування.

#### Англіканство
Святкування Тіла Христового було скасовано в Англії у 1548 році. Проте в Церкві Англії з видання "Common Worship" 2000 року "четвер після Трійці може відзначатися як День подяки за встановлення Святого Причастя (Тіло Христове)" як один з церковних фестивалів зі спеціальною літургією.
Свято також відзначається англіканськими парафіями англо-католицького спрямування, навіть у провінціях Англіканської спільноти, які офіційно не включають його до своїх календарів. 

#### Старокатолицизм і західнообрядова православна церква
Тіло Христове також святкується Старокатолицькою церквою, Ліберальною католицькою церквою та деякими християнами західнообрядового православ’я.

#### Реформатська традиція
Прихильники реформатської традиції (включаючи континентальних реформатів, пресвітеріан та конгрегаціоналістські деномінації) не відзначають це свято.

## Галерея

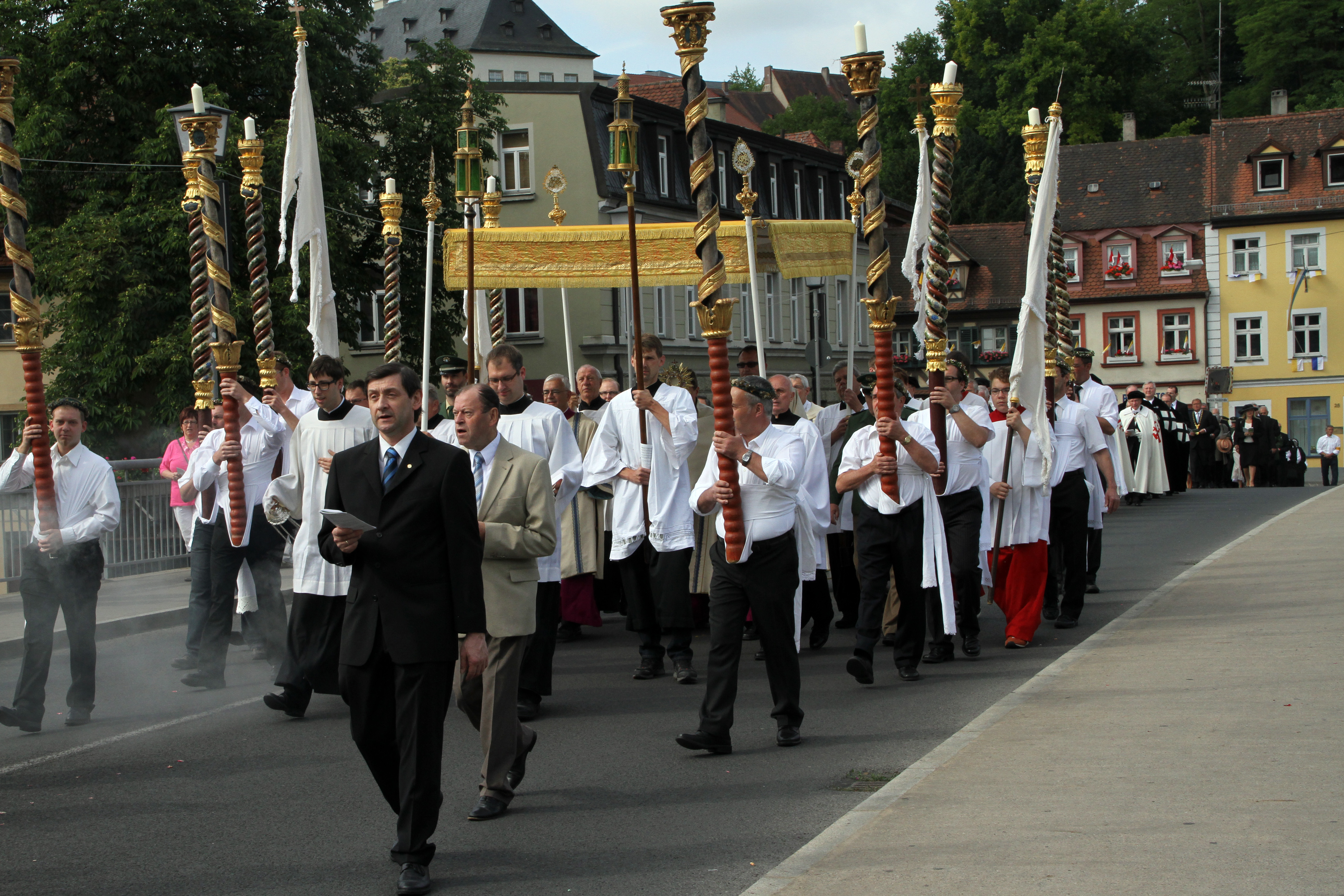
Німеччина, Бамберг
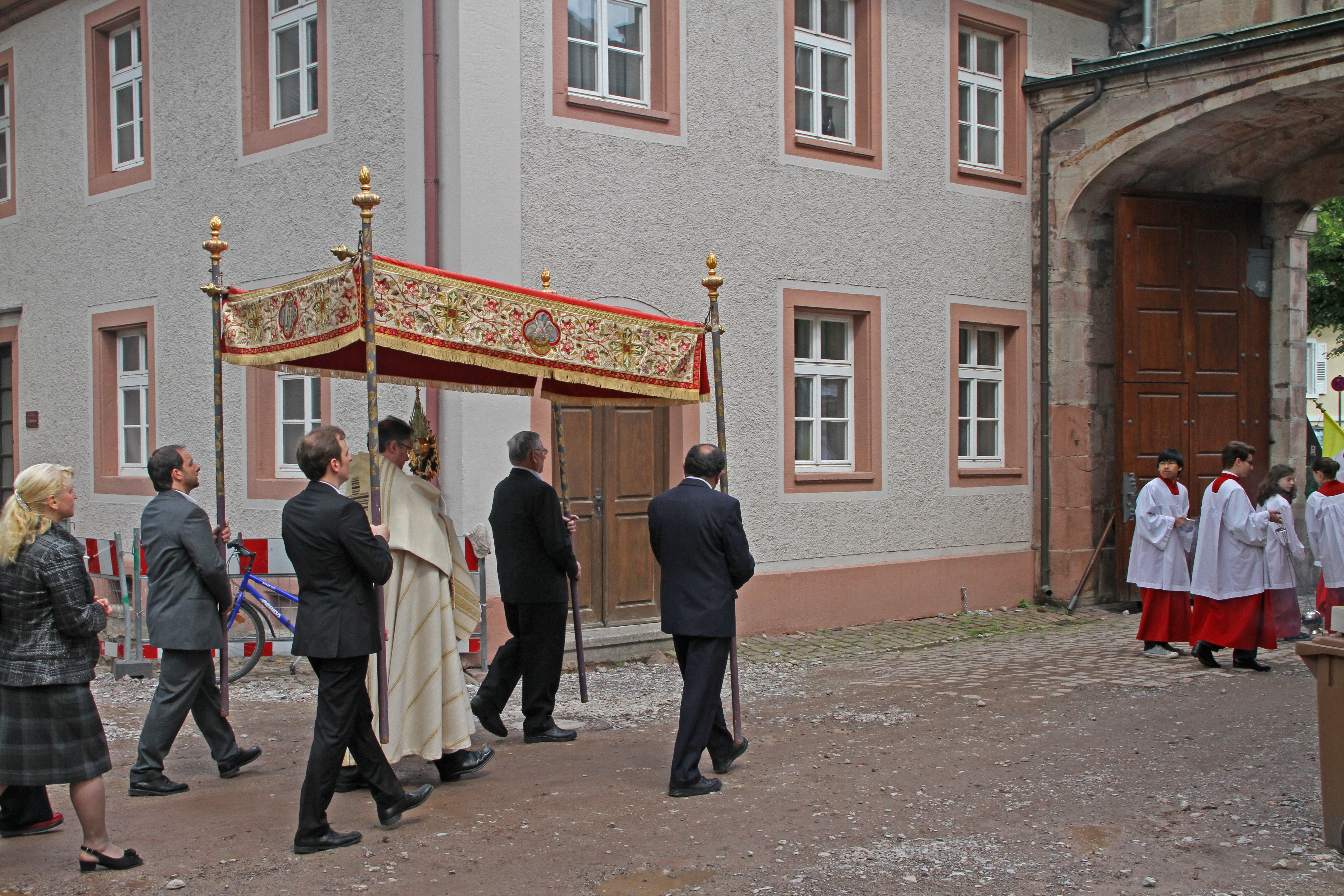
Німеччина, Баден-Баден
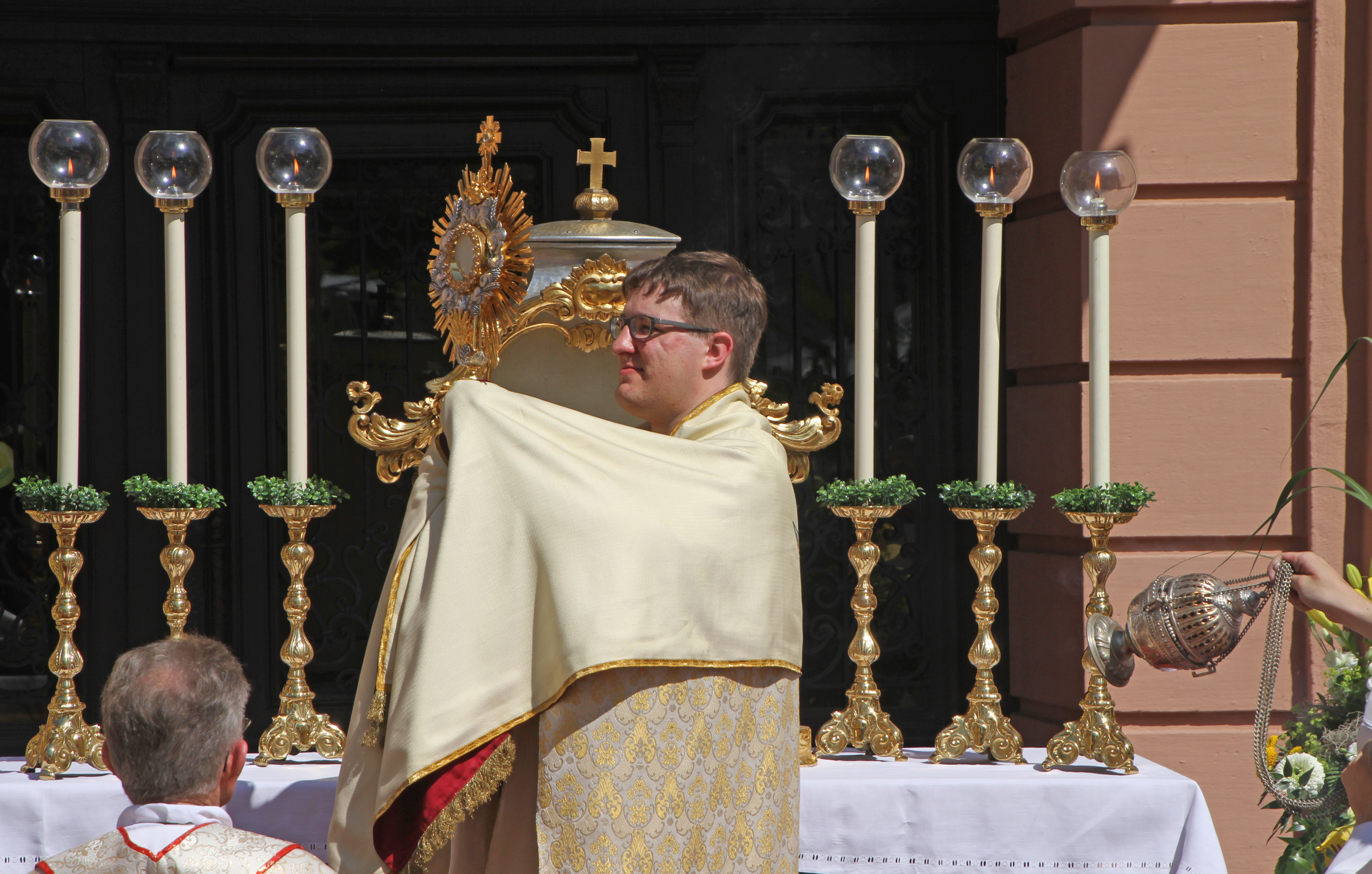
Німеччина, Раштат
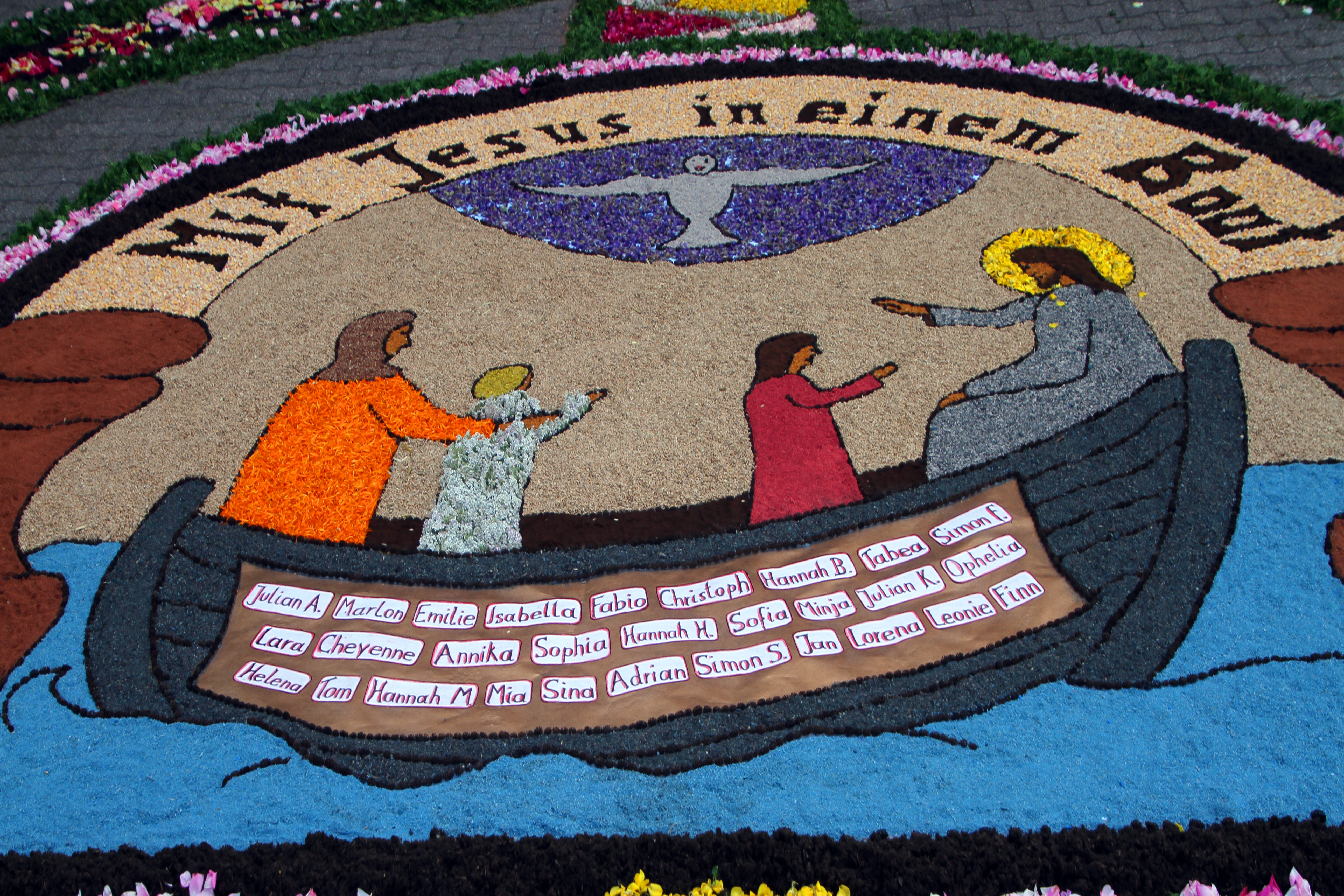
Німеччина, Оттерсваєр
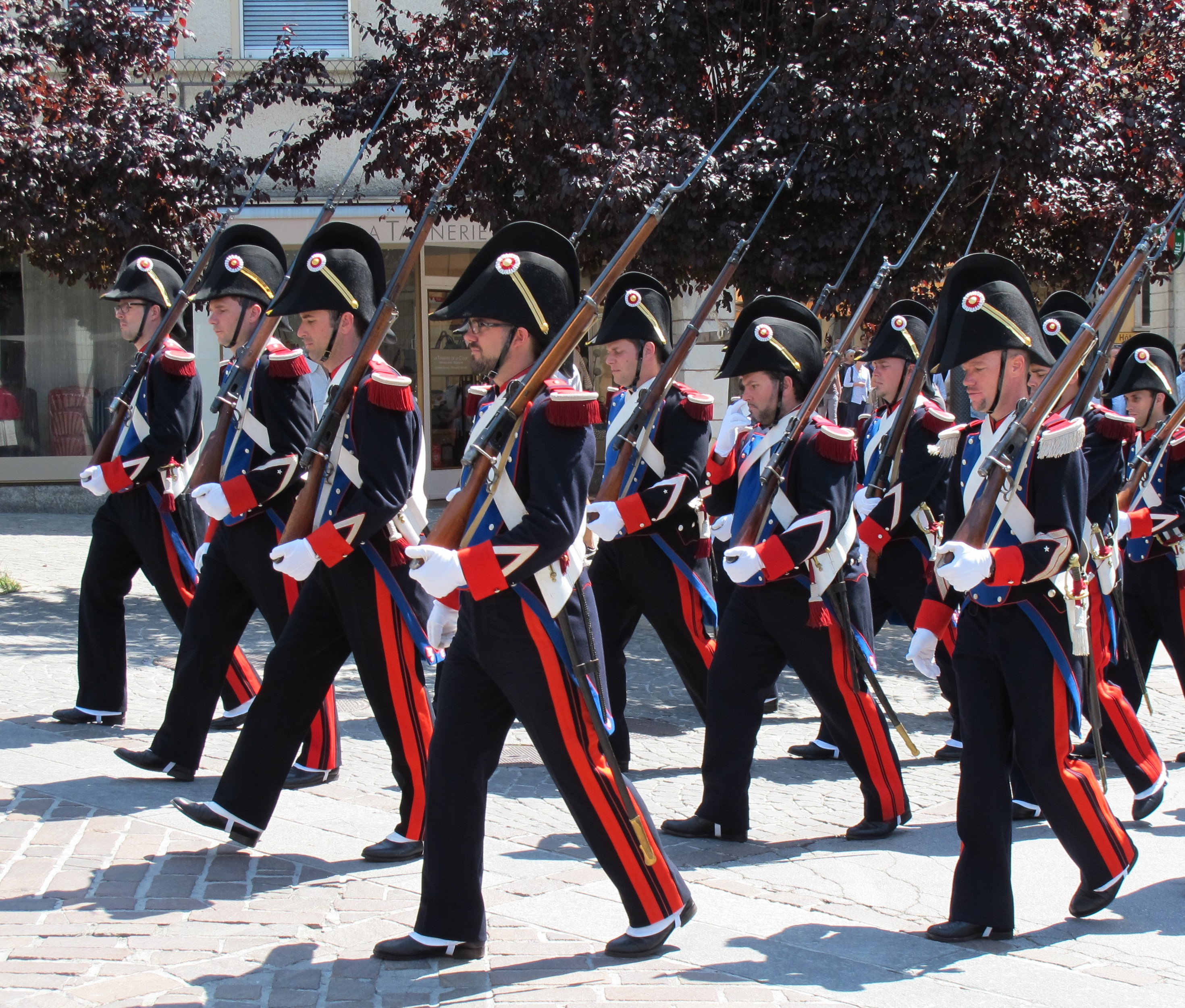
Швейцарія
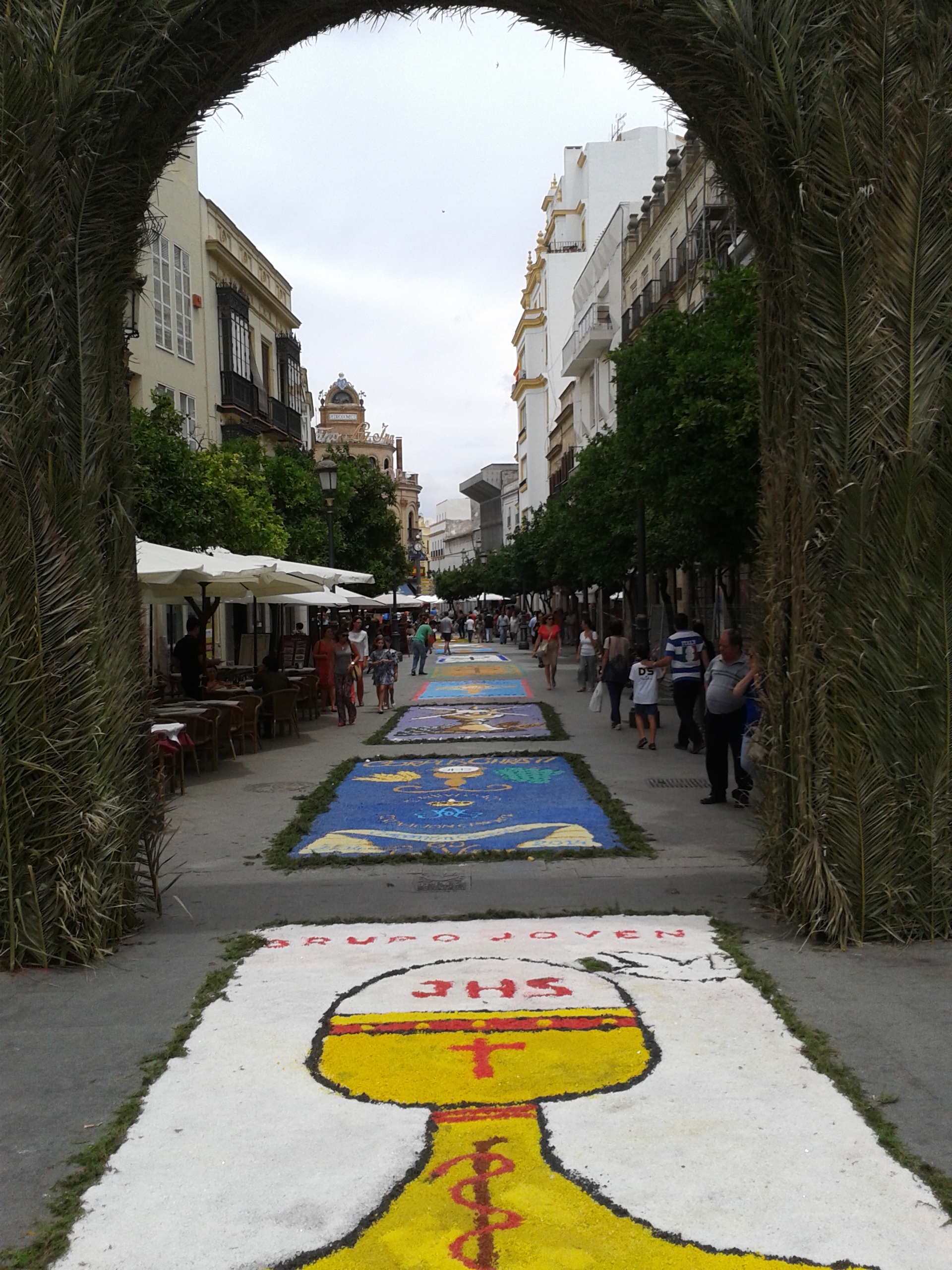
Іспанія
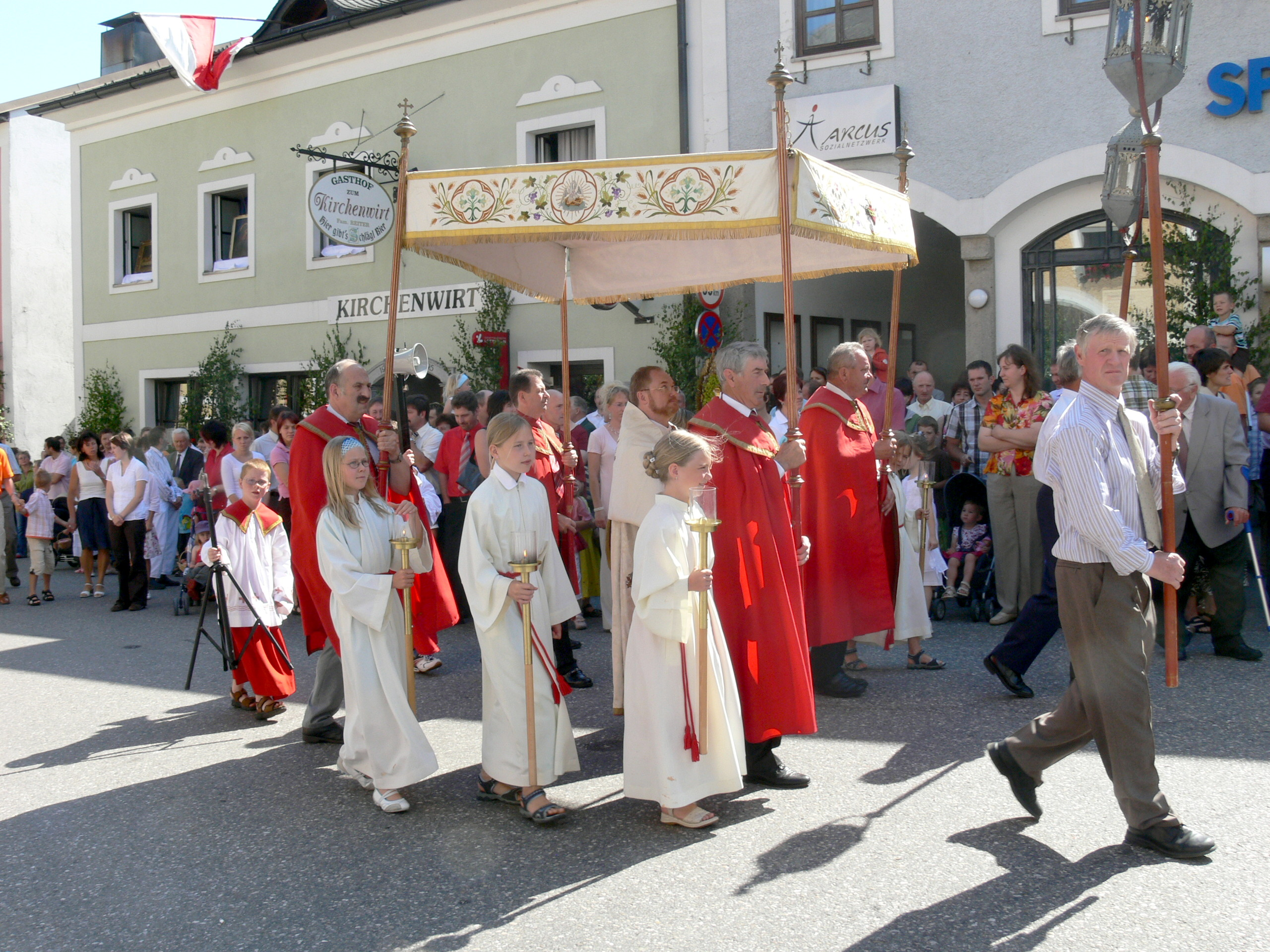
Австрія
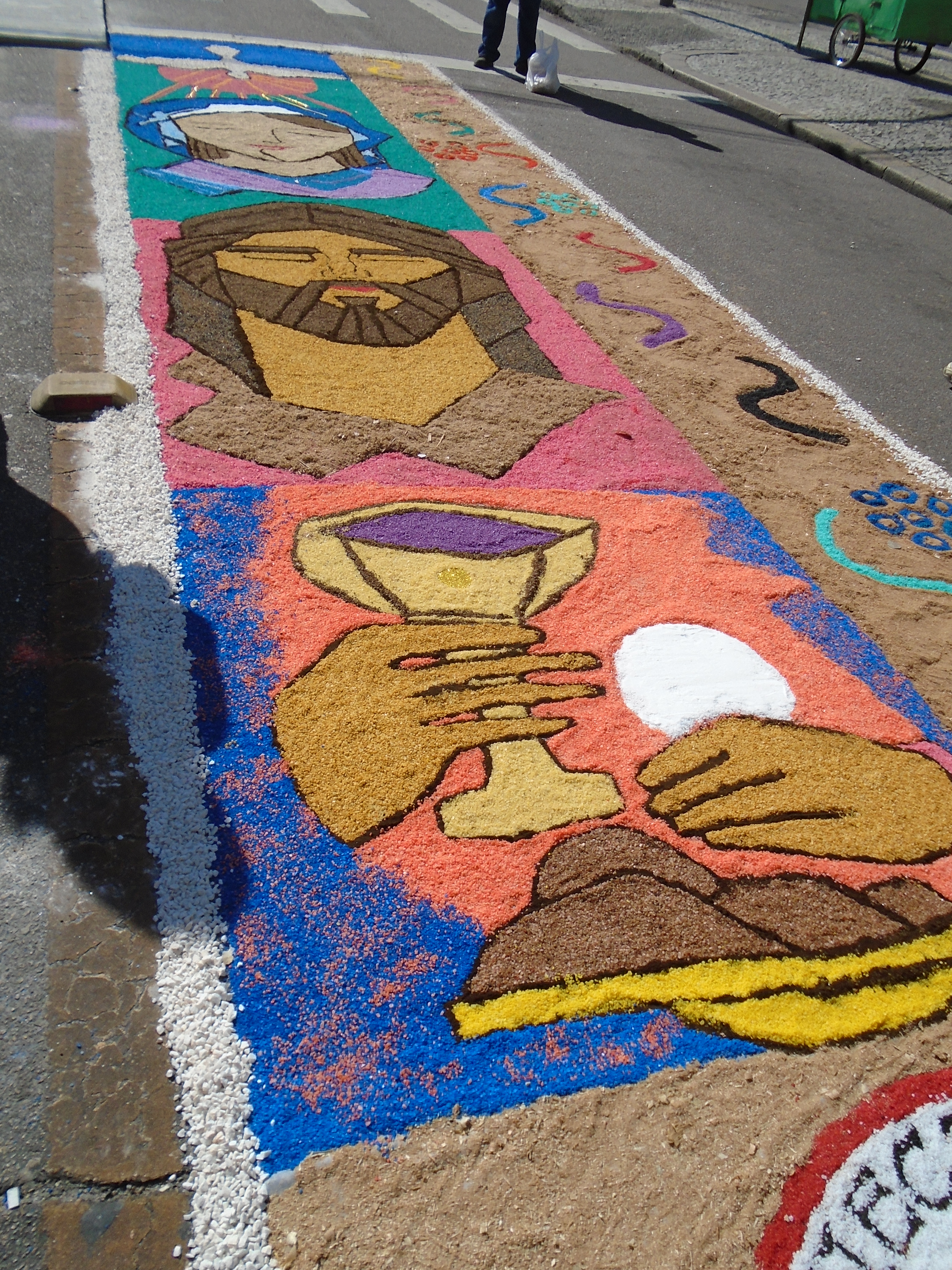
Бразилія
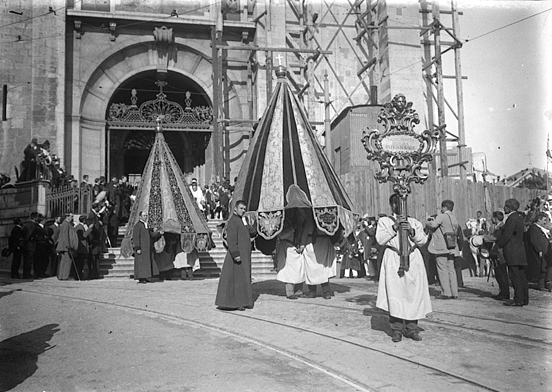
Португалія, 1910
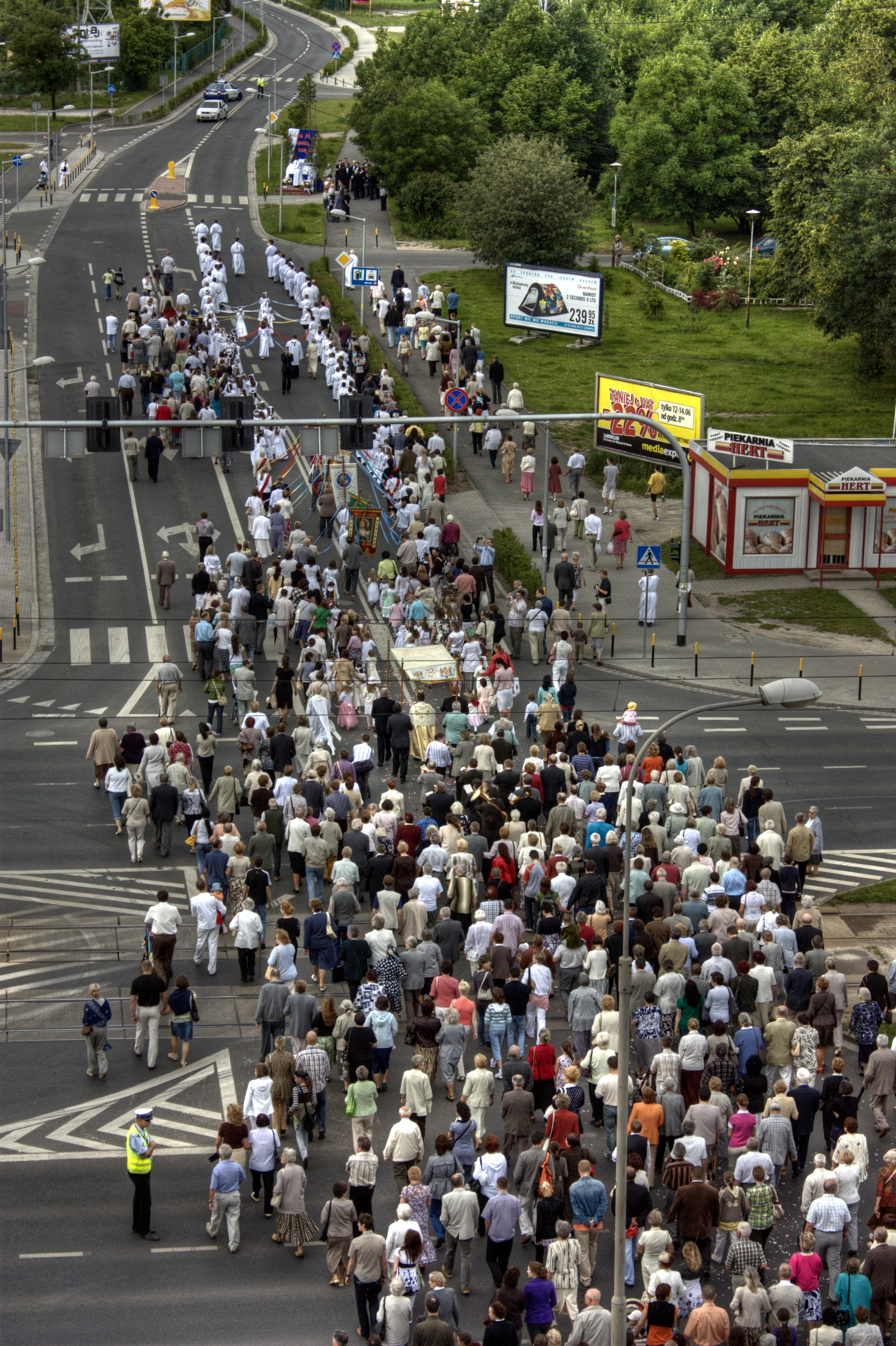
Польща
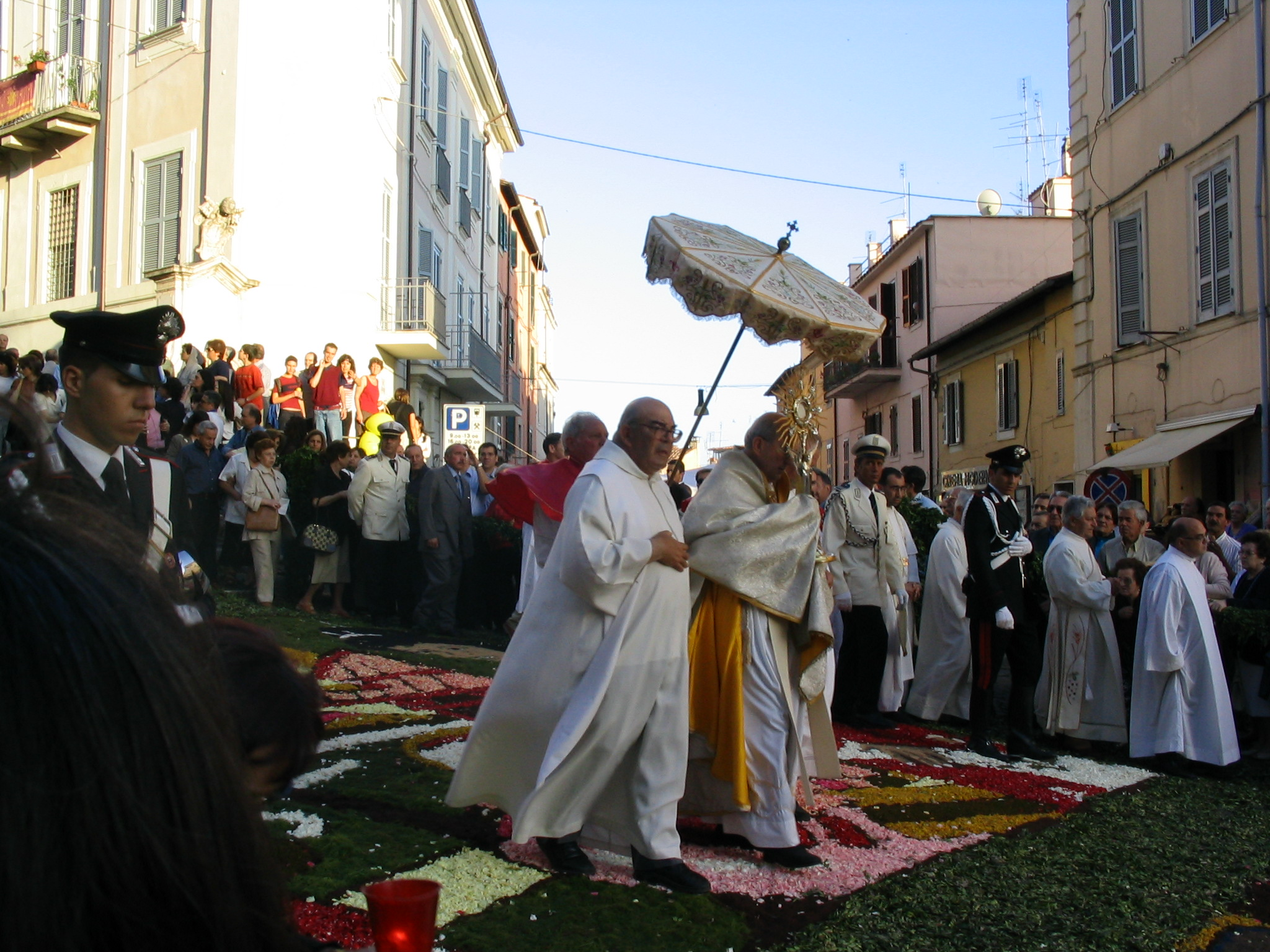
Італія
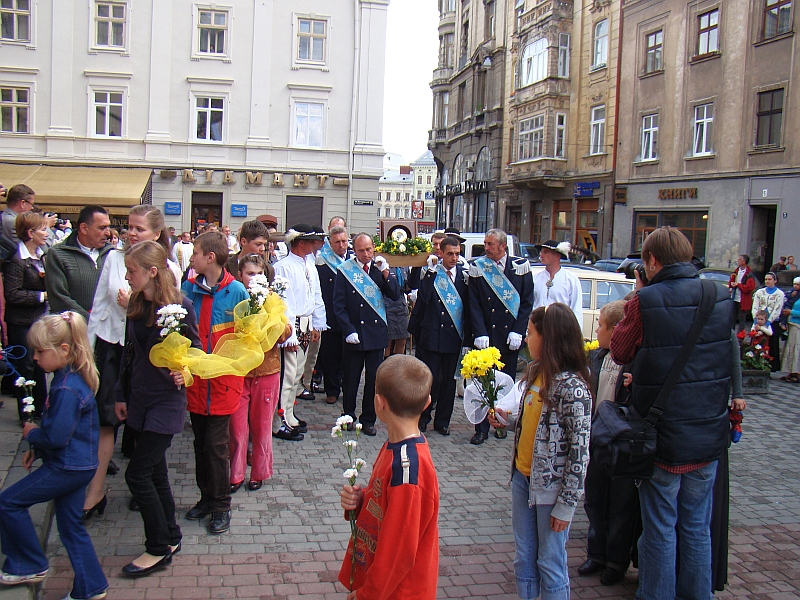
Процесія зі святими дарами у Львові (2011)